# Free flash

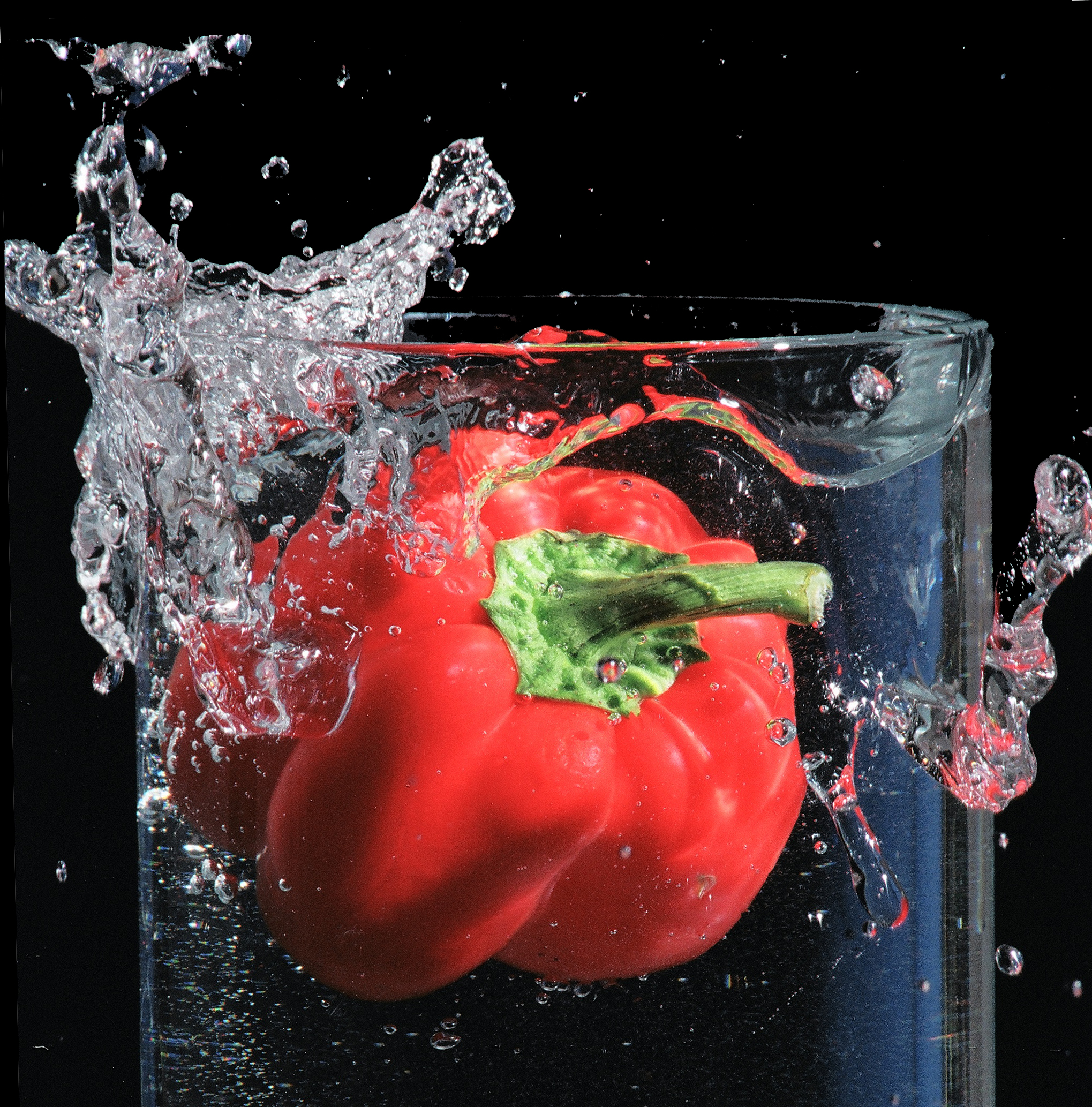
Snímek pořízený technikou „free flash“

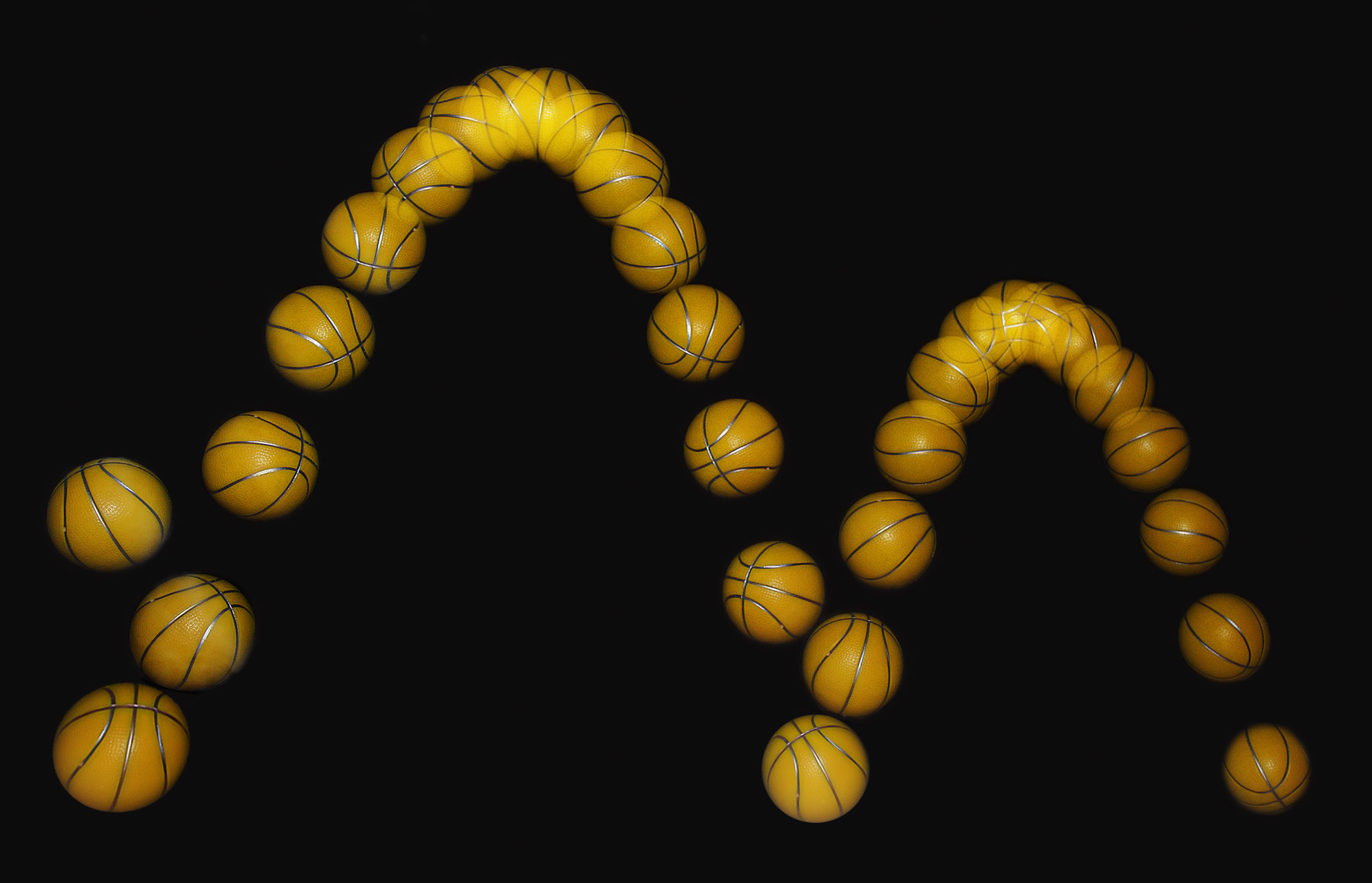
Snímek skákajícího míče pořízený při osvětlení stroboskopem s frekvencí 25 záblesků za sekundu

Free flash nebo open flash (česky svobodný, volný blesk nebo otevřený blesk) je fotografická technika, při které není fotografický blesk synchronizován s fotoaparátem. Fotograf ovládá blesk ručně a nezávisle na automatice. Obyčejně se používá externí blesk nebo záblesková hlava.

## Výhody a nevýhody
Odpadá automatické měření osvětlení scény a za technickou kvalitu snímku plně zodpovídá fotograf. Výhodou je nezávislé umístění externího blesku na fotoaparátu a libovolné technické nastavení jehož výsledkem je přeexponování nebo podexponování snímku podle množství dopadajícího umělého světla.
Fotograf může například během dlouhé expozice ovlivňovat okamžik, ve kterém záblesk osvětlí scénu. Scénu lze témto způsobem také osvítit bleskem několikrát po sobě. Pokud se objekt ve scéně pohybuje, je pak zachycen v několika svých fázích.

## Historie
Fotografiování kombinovanému s nezávislým zábleskem se věnoval již v roce 1931 Harold Eugene Edgerton, který použil přerušované světlo ke studiu strojních součástí v pohybu. Tentýž muž o něco později použil sérii velmi krátkých záblesků světla k vytvoření ostrých fotografií velmi rychle se pohybujících objektů, například vystřelených kulek.